# پوسیدگی دندان
در این بیماری بافت سخت دندان (مینا و عاج) در اثر ترشح اسید از باکتری‌های پوسیدگی‌زا (عمدتاً استرپتوکوک موتان) مواد معدنی کلسیم و فسفر را از دست داده و به تدریج از بین می‌روند. پوسیدگی دندان مرحله غیرقابل برگشت در فرایند حل شدن مواد معدنی مینا توسط اسید محسوب شده و درمان آن تنها از راه جایگزینی بافت سخت از دست رفته دندان با مواد ترمیمی دندانپزشکی امکان‌پذیر می‌باشد. اگر پوسیدگی تاج دندان به موقع متوقف و جایگزین نشود و پوسیدگی به پالپ دندان برسد نیاز به درمان ریشه (RCT یا عصب‌کشی) می‌باشد و در موارد شدیدتر ممکن است حتی نیاز به خارج کردن یا اصطلاحاً کشیدن دندان باشد.
گرچه پوسیدگی دندان یکی از رایج‌ترین مشکلات بر روی این سیاره است، اما رابطه پیچیده میان رژیم غذایی و ظهور حفره‌های دندانی، هنوز کاملاً شناخته نشده‌است. پوسیدگی‌ها توسط باکتری استرپتوک موتانس بر روی دندان به وجود می‌آیند.
تاکنون در افکار عمومی گفته می‌شد که وجود مشکل در دندان‌ها بر روند فعالیت‌های افراد تأثیر مستقیم دارند؛ اکنون پژوهشگران درستی این ذهنیت را اثبات کرده‌اند. پژوهشگران با تحقیقات میدانی، سلامتی دندان‌ها و وضعیت جسمی ۱۸۷ بازیکن حرفه‌ای در لیگ‌های دسته اول، دوم و سوم انگلیس را که متوسط سنی آن‌ها ۲۴ سال است، را بررسی کردند و دریافتند که ناسالم بودن دندان‌های بسیاری از فوتبالیست‌های حرفه‌ای در انگلیس در کارایی آنان در زمین بازی تأثیر منفی می‌گذارد.
بر اساس آمار وزارت بهداشت، درمان و آموزش پزشکی هر ایرانی به‌طور متوسط دارای ۶ دندان کشیده، پر کرده یا پوسیده‌است.
قلیان و دخانیات باعث پوسیدگی دندان می‌شوند.

## علائم پوسیدگی دندان
با وجود اینکه مشخصه اصلی پوسیدگی دندان‌ها تغییر رنگ یا ایجاد حفرات مختلف در سطوح دندانی است، اما ظاهراً علائم دیگری نیز وجود دارند که به کمک آن‌ها می‌توان متوجه وجود وجود پوسیدگی در دندان‌ها شد. برخی از علائم خراب شدن دندان‌ها به واسطه پوسیدگی که می‌توان بدون کمک دندانپزشک نیز آن‌ها را تشخیص داد عبارتند از:
- درد دندان: درد خود به خودی یا دردی که بدون هیچ علت قابل مشخصی در دندان احساس می‌شود.
- حساسیت دندان: به تغییرات دمای محیط یا خوراکی‌های سرد و گرم
- حفره دندان: مشاهده سوراخ‌ها یا شکستگی‌های کوچک همراه با تغییر رنگ دندان
- تغییر رنگ دندان: معمولاً تیره، قهوه ای یا سیاه شدن دندان
- دندان درد هنگام گاز گرفتن یا جویدن غذا
- پاره شدن مکرر نخ دندان در یک ناحیه خاص (از مشخصه‌های پوسیدگی بین دو دندان)

ناتوانی در تنظیم زندگی سالم برای مقابله و جلوگیری از پوسیدگی دندان در هر صد هزار نفر در سال 2004.
no data
<50
50-60
60-70
70-80
80-90
90-100
100-115
115-130
130-138
138-140
140–142
>142

- بوی بد دهان

| no data <50 50-60 60-70 70-80 80-90 90-100 | 100-115 115-130 130-138 138-140 140–142 >142 |

## جامعه و فرهنگ
تخمین زده می‌شود که در صورت عدم درمان پوسیدگی دندان، سالانه در حدود ۲۷ میلیارد دلار آمریکا به اقتصاد جهانی زیان وارد شود.